# アクセスポイント (無線LAN)

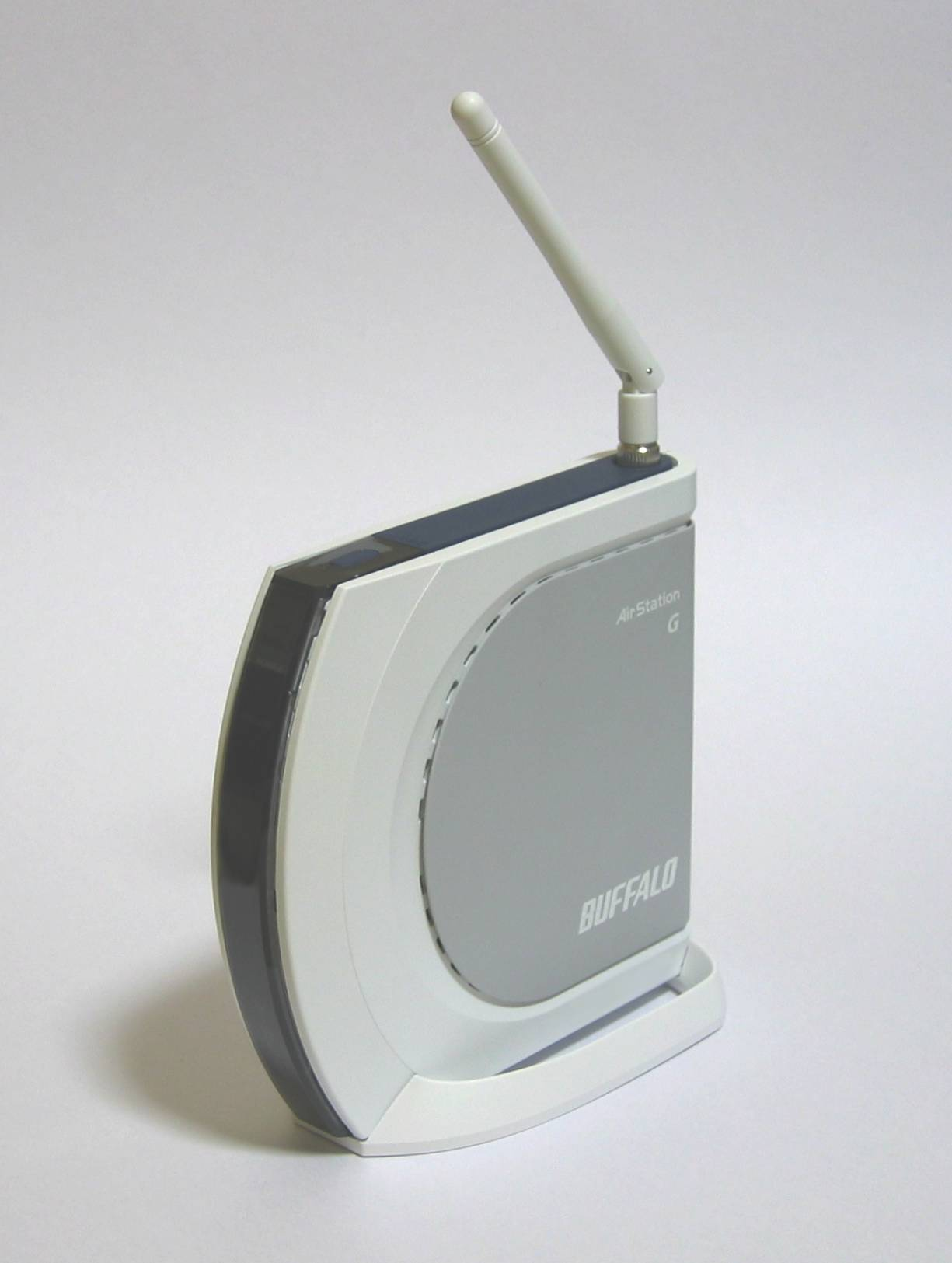
無線LANのアクセスポイントとしても使われるWi-Fiルーターの一例

アクセスポイント（wireless LAN access point）とは、ノートパソコン・スマートフォンなどの無線LANクライアント（無線端末）を、Wi-FiやBluetoothで相互に接続したり、他のネットワーク（有線LAN等）に接続したりする無線機の一種。
公衆無線LANサービスをアクセスポイントと呼ぶ場合もあるが、これについては「公衆無線LAN」の記事を参照のこと。

## 概要
アクセスポイントは、“親機”、“基地局”、“ステーション”、などとも呼ばれることもある。また、有線LANと無線LANを相互接続する役割もあるため「無線ブリッジ」、有線HUBに対して「無線HUB」と呼ばれることもある。無線LANルーターと呼ばれる製品は、ルーターとアクセスポイントの複合製品である。機器によっては、ルーター機能を無効にし、ブリッジ機能として動作させることも可能である。
初期の装置には、メーカーが異なると接続できないことも多かったが、Wi-Fiの認定制度などで互換性が高まって異メーカーでも接続できることがほとんどである。
クライアント側から見た無線LANの接続形態は、アクセスポイントの使用の有無で2つのモードに大別できる。
インフラストラクチャー・モード
無線LANクライアントはアクセスポイントを介して通信を行う。アクセスポイントが、イーサネットで言うとハブに相当する働きをする。
アドホック・モード
P2Pモードまたはインディペンデントモードとも言う。無線LANクライアント同士が、アクセスポイントを介さず、直接通信を行う。このため、無線LANクライアント同士が通信する場合、インフラストラクチャモードに比べて電波使用効率が良い。

## モード
アクセスポイントは、機器・機種によりいくつかのモードが設定できる。以下はその例。
- Local - 集中管理型アクセスポイント（LAP）の初期設定モード。電波を使って無線LANクライアントを送受信する。無線通信に1つのチャネルを使用し、他のチャネルとの干渉を監視する。
- FlexConnect - WAN経由でWLANと接続するときに使用するモード。無線LANコントローラとの接続が切断された場合でも対応可能。
- Monitor - 不正なAP検出、および侵入検知（IDS）用の専用センサーやRFIDタグ追跡用の専用センサーとして動作するモード。
- Rogue Director - 有線ネットワーク上に不正なAPやクライアントがいないか監視するモード。
- Sniffer - 特定のチャンネル上の全てのパケットを収集して指定したデバイスに送信するモード。
- Bridge - APがブリッジとして動作するモード。メッシュネットワークでの距離が離れた場所への中継などに利用。
- SE-Connect - スペクトラムアナライザ専用モード（無線電波の干渉などの状況を調べるモード）

## モバイルWi-Fiルーター
携帯電話網を由来とした3G（HSPA）・LTEやモバイルWiMAXのような高速無線アクセス網をインターネットへのアクセス手段とし、二次電池などを内蔵した小型のアクセスポイント「モバイルWi-Fiルーター」製品が拡がりをみせている。
日本でのモバイルWi-Fiルーターはガジェッターやギークによってイー・モバイルのUSBタイプの通信端末に、充電池が内蔵された小型のモバイルルーターを組み合わせたものや、スマートフォンに特殊なソフトウェアを導入することでテザー機能を実現したものが起源と言われている。その後は通信アダプターと二次電池を含んだルーターが一体化した製品や、N-06AやF-06Bのような多機能携帯電話そのものにアクセスポイント機能を持たせた製品が主流となり、単体でWAN機能を持たないWi-Fi機器を公衆無線LANのエリアまで持って行く必要なく、手軽にインターネットアクセスできる手段が出現している。

## 無線LANクライアントアクセスポイント化
最近では、一部の無線LANクライアントをソフトウェアレベルでアクセスポイント化する方法がある。ただし、アクセスポイント化中にクライアントとして使用できないなどの欠点がある。一部、クライアントとアクセスポイントを同時に使用できる機器も登場している (ソフトAP)。